# Imelda Guadalupe Alcalá Sánchez
Imelda Guadalupe Alcalá Sánchez es una psicóloga clínica mexicana reconocida por su trabajo sobre la reducción de riesgos de trastornos de salud, como la diabetes y las enfermedades cardiovasculares, así como la depresión y la ansiedad, mediante la promoción de comportamientos saludables. Para atender a poblaciones vulnerables ha gestionado junto al DIF Estatal, convenios donde las niñas, niños y adolescentes, que se encuentren bajo la tutela del Sistema para el Desarrollo integral de la Familia reciben atención por parte de expertos en el área de psicología, así como por estudiar los casos de depresión resultado del COVID-19 en el estado de Chihuahua. En el año de 2018 recibió un reconocimiento que destaca la labor constante y ordenada de quienes contribuyen al desarrollo profesional, económico, académico y social del estado de Chihuahua.

## Trayectoria
Es una psicóloga clínica con Doctorado en Psicología de la Salud, y Maestría en Psicología Deportiva. Ha desarrollado su profesión desde hace más de treinta años, trabajando con personas de todas las edades, parejas y familias, cuenta con experiencia en terapia cognitivo conductual, mindfulness y capacitación en biofeedback, así como en el desarrollo de habilidades sociales, empatía y autorregulación. Su línea de trabajo es el bienestar y salud en niños, adolescentes y jóvenes, así como la actividad física y salud, las nuevas formas de justicia social y la prevención del comportamiento antisocial y del delito en menores.
De 1977 a 1986 fue profesora de tiempo completo en la FES Iztacala de la Universidad Nacional Autónoma de México y desde 1986 se incorporó a la Universidad Autónoma de Chihuahua en donde ha sido profesora e investigadora en diversas facultades. En esta última ha desempeñado diversos cargos administrativos como el de Coordinadora de Investigación y el de Secretaria de Investigación y Posgrado. Como resultado de su ejercicio profesional como psicóloga en el año 2020 se le otorga el cargo de Presidente del Colegio de Psicólogos del Estado de Chihuahua.
Como investigadora ha publicado diversos artículos en eventos académicos y en revistas científicas sobre temas de salud mental y de comportamiento antisocial y delictivo. En la Facultad de Derecho de la Universidad Autónoma de Chihuahua ha publicado diversos trabajos sobre temas que relacionan la psicología con la justicia en su revista “Lecturas Jurídicas”.
También ha desarrollado investigaciones sobre temas como la depresión en México y en el Estado de Chihuahua resultado de la infección covid-19, ha publicado trabajos sobre actividad física y salud en poblaciones fronterizas, así como sobre la prevención de comportamiento antisocial y delictivo en adolescentes y jóvenes Universidad Nacional Autónoma de México.

## Formación académica
Obtuvo el grado de Licenciatura en Psicología en el año 1974 por la Universidad Veracruzana, posteriormente terminó su Maestría en Análisis de la Conducta en el año 1985 en la Universidad Nacional Autónoma de México, y obtuvo el grado de Maestría en Ciencias del Deporte en 1996 por la Universidad Autónoma de Chihuahua, para obtener finalmente el grado de doctora en Psicología de la salud en el año 2003 por la University of Texas at El Paso. 